# 草地法師
草地法師（日语：ファウストラーゼン），是日本現役純種競賽馬匹。目前主要勝場有2025年彌生賞大震撼紀念。

## 出賽前
2022年3月23日出生於北海道日高町友田牧場，成長途中在拍賣會上被馬主宮崎俊也以2860萬日圓購入。
其後交由栗東訓練中心練馬師西村真幸訓練，

## 競賽生涯

### 2歲
2024年9月21日出戰中京競馬場2歲新馬戰，比賽初段保持在中團位置下於直路未有明顯的衝勢，最終以第十的戰績落敗。
其後增程至2000米出戰2歲未勝利戰，比賽初段因為漏閘而在最後方位置推進，在接近第三、四彎道處開始發力，於直路上繼續在內欄位置衝刺下成功重馬群中央突圍，最終以1 1/4馬位取得首勝。
其後選擇進軍一級賽希望錦標，賽前因平凡的戰績而為尾二人氣的大冷門。比賽開始後，其保持在隊伍最後方位置推進，在對面直路接近1000米段柱時，騎師杉原誠人察覺賽事為對其不利的慢步速，因而指揮草地術士沿着外檔變奏上前，在彎道前經已取得領先。進入直路後，其在內欄先頭位置繼續衝刺以保持優勢，雖然在中段被衝出的北十字星及神之禮超越，但仍然可以阻止聖地公園的追擊爆冷取得第三。

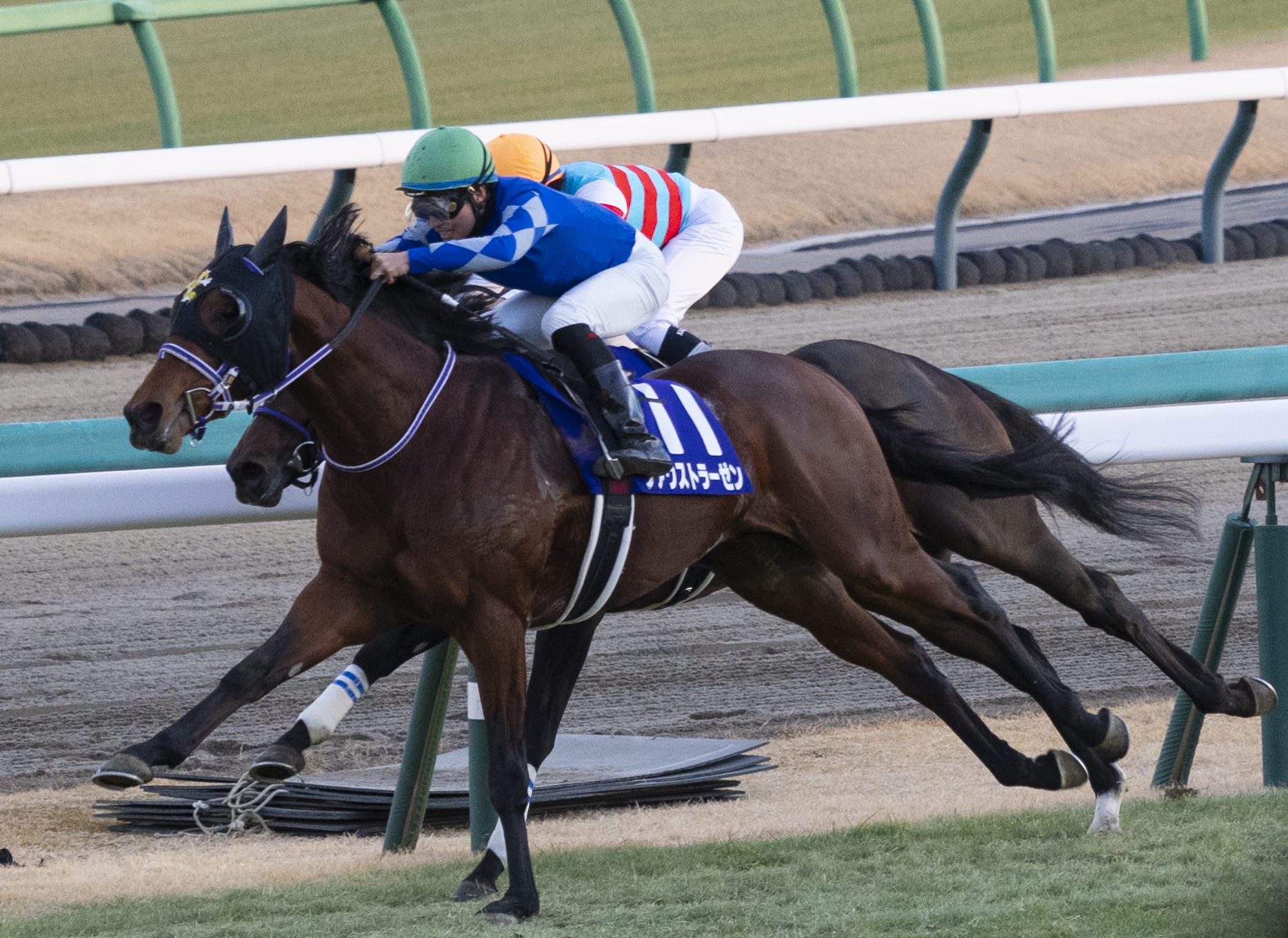
出戰希望錦標的草地法師

### 3歲
2025年首戰選擇為皋月賞前哨戰彌生賞大震撼紀念，出閘後因內閃和耀目帝碰撞而墮後，一直保持在尾二的位置推進。然而通過第二彎道進入對面直路時，騎師杉原再度採用希望錦標時的戰術，在餘下1200米途程時經已控制其上前變奏取得領先，同時在第三、四彎道時放緩節奏。進入直路後，其繼續在內欄位置展開加速並保持走勢，雖然在中段一度被身後的真富翁超越，但展開二段加速下成功反超對手率先衝線取得首個分級賽冠軍，同時亦為父系魔族雅谷、馬主宮崎俊也及生產者友田牧場的首個分級優勝。
其後按照計劃出戰皋月賞，本次出閘後再度保持在後方位置，於對面直路開段時繼續採用變奏的戰術，於第三彎道處貼近領放的玄小駒。進入直路後，其繼續嘗試在前方展開推進，但因提早加速破風下未能維持走勢失速，最終以第十五落敗。
6月1日繼續出戰東京優駿（日本打吡），比賽初段因為漏閘保持在最後方位置，未有變奏上前下一直採取留後戰術，最終在直路想毫無衝勢下以大差馬位包尾大敗。

### 詳細賽績
| 日期       | 舉辦國家 | 馬場 | 距離   | 級別 | 賽事名稱         | 負重 | 騎師       | 馬號 | 出馬 | 名次 | 時間   | 頭馬（二馬） |
| ---------- | -------- | ---- | ------ | ---- | ---------------- | ---- | ---------- | ---- | ---- | ---- | ------ | ------------ |
| 21/9/202   | 日本     | 中京 | 草1600 |      | 2歲新馬          | 52   | 吉村誠之助 | 10   | 14   | 10   | 1:36.6 | Zaratan      |
| 3/11/2024  | 日本     | 京都 | 草2000 |      | 2歲未勝利        | 56   | 鮫島克駿   | 2    | 8    | 1    | 2:01.7 | （Arrondi）  |
| 28/12/2024 | 日本     | 中山 | 草2000 | GI   | 希望錦標         | 56   | 杉原誠人   | 11   | 18   | 3    | 2:01.0 | 北十字星     |
| 9/3/2025   | 日本     | 中山 | 草2000 | GII  | 彌生賞大震撼紀念 | 57   | 杉原誠人   | 8    | 14   | 1    | 2:01.3 | （真富翁）   |
| 20/4/2025  | 日本     | 中山 | 草2000 | GI   | 皋月賞           | 57   | 杉原誠人   | 17   | 18   | 15   | 1:58.2 | 博物街       |
| 1/6/2025   | 日本     | 東京 | 草2400 | GI   | 東京優駿         | 57   | 杜滿萊     | 15   | 18   | 18   | 2:29.0 | 北十字星     |

## 血統簡介
父系魔族雅谷為美國生產的日本賽駒，生涯於草地及泥地賽事均有優秀表現，曾勝出安田紀念及二月錦標。祖父范高爾爲英國賽駒，生涯十四戰全勝並曾勝出包含二千堅尼錦標在內的八項一級賽，更於2011及2012年連霸歐洲馬王。
母系Peisha Felice為日本賽駒，生涯曾勝出公開賽朱鷺錦標。外祖父特別週爲日本賽駒，生涯戰績彪炳，曾勝出1998年東京優駿（日本打吡），於1999年稱霸春秋天皇賞並於日本盃擊退衆多外敵而被稱爲「日本總大將」。

### 血統表
| 父線：鞍匠井系（北地舞人系）                                    |                             |                           |                |
| 種馬 魔族雅谷 2014年（栗色）                                    | 范高爾 2008年（棗色）       | 天文學家 1998年（棗色）   | 鞍匠井         |
| 種馬 魔族雅谷 2014年（栗色）                                    | 范高爾 2008年（棗色）       | 天文學家 1998年（棗色）   | 海都市         |
| 種馬 魔族雅谷 2014年（栗色）                                    | 范高爾 2008年（棗色）       | Kind 2001年（棗色）       | 丹山           |
| 種馬 魔族雅谷 2014年（栗色）                                    | 范高爾 2008年（棗色）       | Kind 2001年（棗色）       | Rainbow Lake   |
| 種馬 魔族雅谷 2014年（栗色）                                    | India 2003年（栗色）        | Hennessy 1993年（栗色）   | 雷貓           |
| 種馬 魔族雅谷 2014年（栗色）                                    | India 2003年（栗色）        | Hennessy 1993年（栗色）   | Island Kitty   |
| 種馬 魔族雅谷 2014年（栗色）                                    | India 2003年（栗色）        | Misty Hour 1995年（棗色） | Miswaki        |
| 種馬 魔族雅谷 2014年（栗色）                                    | India 2003年（栗色）        | Misty Hour 1995年（棗色） | Our Tina Marie |
| 繁殖雌馬 Peisha Felice 2011年（棗色）                           | 特別週 1995年（深棗色）     | 週日寧靜                  | Halo           |
| 繁殖雌馬 Peisha Felice 2011年（棗色）                           | 特別週 1995年（深棗色）     | 週日寧靜                  | Wishing Well   |
| 繁殖雌馬 Peisha Felice 2011年（棗色）                           | 特別週 1995年（深棗色）     | Campaign Girl             | 丸善斯基       |
| 繁殖雌馬 Peisha Felice 2011年（棗色）                           | 特別週 1995年（深棗色）     | Campaign Girl             | Lady Shiraoki  |
| 繁殖雌馬 Peisha Felice 2011年（棗色）                           | Peasant Cape 2006年（棗色） | 十字彎角                  | 綠沙漠         |
| 繁殖雌馬 Peisha Felice 2011年（棗色）                           | Peasant Cape 2006年（棗色） | 十字彎角                  | Park Appeal    |
| 繁殖雌馬 Peisha Felice 2011年（棗色）                           | Peasant Cape 2006年（棗色） | Felicity                  | Selkirk        |
| 繁殖雌馬 Peisha Felice 2011年（棗色）                           | Peasant Cape 2006年（棗色） | Felicity                  | Las Flores     |
| 雌系：號族：8-i                                                 |                             |                           |                |
| 五代內近親交配：鞍匠井 4×5、Miswaki 4×5、單色 5×5、尼真斯基 5×5 |                             |                           |                |

## 命名由來
名字中，Faust（ファウスト）出自歐洲文藝復興時期文藝作品中出現的角色鍊金術士：浮士德，香港翻譯為「法師」，Rasen（ラーゼン）於德語中，意思既是「草地」，亦是「奔跑」，香港則取前者，以「草地」作為翻譯。

## 外部連結
- 草地法師 netkeiba.com
- 血統表